# Michael Kröll
Michael Kröll (* 13. Jänner 1891 in Wien; † 17. Jänner 1977 ebenda) war ein österreichischer Volkswirt in Wien. 
Nachdem Kröll 1918 zum Dr. jur. promoviert wurde, war er von 1919 bis 1956 Lehrer für Volkswirtschaftslehre  und Rechtslehre an den Handelsakademie (Wirtschaftsoberschulen) der Wiener Kaufmannschaft. 1948 habilitierte er sich an der Hochschule für Welthandel. 
Ab 1956 war er an der Universität Dozent und an der Hochschule für Welthandel ao. Professor für Theoretische Volkswirtschaftslehre.

## Schriften
- Der Kreislauf des Geldes. Berlin: Duncker & Humblot, 1956.